# 캠린 로저스
캠린 로저스(영어: Camryn Rogers, 1995년 8월 23일~)는 캐나다의 육상 선수로 주 종목은 해머던지기이다. 2024년 하계 올림픽 여자 해머던지기 금메달을 획득했다.

## 경력
1995년 브리티시컬럼비아주 리치먼드에서 태어났다. 3세 때 부모가 이혼하여 미용사로 일하던 어머니인 세라를 따라 성장했다. 로저스는 학생 시절 때 운동과 관련이 없는 삶을 살았으나 17세 때 어머니의 고객이었던 리치먼드 육상 클럽의 어느 회원의 권유로 해머던지기를 시작했다.
2017년 캐나다 고교 선수권 대회에서 우승했으며 캐나다 주니어 국가대표로 발탁되었다. 같은 해 7월에 페루 트루히요에서 열린 2017년 팬아메리카 주니어 선수권 대회에 참가하여 우승을 차지했다. 고교 졸업반 때에는 미국의 캘리포니아 대학교 버클리의 육상 장학생으로 선정되어 2018년에 그 학교에 진학했다. 같은 해 7월에 핀란드 탐페레에서 열린 세계 주니어 선수권 대회에서 64.90초의 기록으로 우승을 차지했다.
2019년 7월 몬트리올에서 열린 캐나다 선수권 대회에서 65.41m의 기록으로 우승을 차지하면서 캐나다 국가대표로 발탁되었다. 그 해 8월 페루 리마에서 열린 2019년 팬아메리칸 게임에 참가하여 국가대표 데뷔전을 가졌고 66.09m의 기록으로 6위에 올랐다. 이후 2020년에 코로나 범유행으로 인해 대회에 참가하지 않았다가 2021년에 미국 콜로라도스프링스에서 열린 미 공군 오픈 대회를 통해 복귀했다.
같은 해 8월 일본 도쿄에서 열린 2020년 하계 올림픽에 참가하여 선수 경력 첫 올림픽 대회에 출전했다. 그녀는 결승에서 74.46m의 기록으로 5위에 올랐고 2022년 세계 선수권 대회에서 은메달을 획득했다.
2023년 부다페스트에서 열린 2023년 세계 선수권 대회에서 금메달을 획득했다.